# 李時升 (乾隆武進士)
李時升（1712年—1767年），河南省人，清朝軍事將領、武進士出身。
乾隆二年，登武進士，授三等侍衛。乾隆十四年，任雲南尋霑營參將，后任廣西平樂副將、廣西新太協副將。乾隆二十年，任雲南曲靖鎮總兵、雲南曲尋鎮總兵。乾隆二十八年，任陝西固原提督。乾隆三十一年，任雲南提督，因清缅战争作戰失利而被處死。